# الخط والكتابة

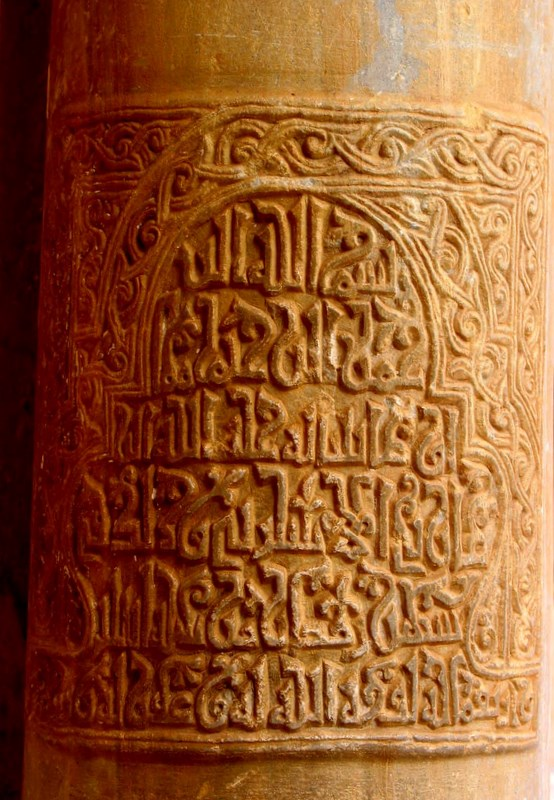
Q.islamisierte Säule

هو رسوم وأشكال حرفية تدلُّ على الكلمات المسموعة الدالة على ما في النفس. فهو ثاني رتبة عن الدلالة اللغوية، وهو صناعة شريفة، إذ الكتابة من خواصّ الإنسان التي يميز بها عن الحيوان. وأيضا فهي تُطلع على ما في الضمائر وتتأدّى به الأغراض إلى البلد البعيد، فتُقضى الحاجات، وقد دُفعت مؤونة المباشرة لها، ويُطَّلع بها على العلوم وصُحُف الأولين، وما كتبوه في علومهم وأخبارهم، فهي شريفة بجميع هذه الوجوه والمنافع.
و خروجها في الإنسان من القوة إلى الفعل إنما يكون بالتعليم، وعلى قدر الاجتماع والعمران والتناغي في الكمالات والطلب لذلك، تكون جودة الخطّ في المدينة إذ هو من جملة الصنائع.

## نشأتها
بدأ اهتمام العرب بالتأريخ للكتابة العربية مع اهتمامهم بكتابة التاريخ، وتأثرت رواياتهم حول نشأتها بمناهج المؤلفين ومصادرهم، واختلفوا في تحديد هذه النشأة تبعًا لاتجاهاتهم، فكان هناك فريقان: نقل لنا الأول منهما أن نشأة الكتابة كانت توقيفية، أوحى بها الله تعالى لآدم أو إدريس أو هود، ووصلت إلى إسماعيل عليه السلام بعد انحسار الطوفان، ثم انتشرت. ورأى الفريق الثاني أن الكتابة العربية اشْتُقَّت من الخط المُسْند الحميري الذي يٌعْرف أيضًا باسم الخط العربي الجنوبي، وأن هذا الخط وصل إلى موطن المَنَاذرة وبلاد الشام عن طريق القوافل التجارية التي كانت تتنقل بين جنوبي الجزيرة العربية وشماليها، ثم انتقل عن طريق الحجاز إلى بقية الجزيرة. وبرغم ماينطوي عليه هذا الرأي من منطق تاريخي فإن النقوش التي اكْتُشِفَت حتى الآن، ويمكن بوساطتها تتبع المراحل المختلفة لتطور الكتابة العربية الشمالية التي تنتمي إليها الكتابة العربية اليوم، قد أضعفت هذا الرأي وغلبت عليه نظرية حديثة اتفق عليها معظم المؤرخين والباحثين.
توصَّل الباحثون والمؤرخون إلى إثبات الصلة الوثيقة بين الكتابة العربية والكتابة النبطية، بل وأثبتوا أن الأولى استمرار متطور للثانية التي انحدرت من الكتابة الآرامية المتطورة عن الكتابة الفينيقية، اعتمادًا على أهم النقوش والمكتشفات الأثرية وهي: نقش أم الجمال (250م) ونقش النمارة (328م) وهما نبطيان لغة وخطاً، ونقش زبد (512م) المكتوب بلغات ثلاث هي: اليونانية والسريانية والعربية، وهو يدل على أن العرب فضَّلوا استخدام الحروف النبطية في كتابتهم، وأن العربية فرضت نفسها لغةً للكتابة، ثم نقش أسيس (528م) ونقش حران (568م) اللَّذان لا تختلف كتابتهما كثيرًا عن الكتابة العربية بصورها التي كانت عليها عند ظهور الإسلام.
حملت هذه النقوش مجموعة العناصر التي تألفت منها الكتابة العربية سواء في رسمها أو إملائها أو اتصال حروفها وانفصالها، وقد رجَّح الباحثون أن الكتابة العربية نشأت ونمت بين عهد نقش النمارة ونقش زبد، واعتبروا أن نقش حرَّان يمثل آخر مراحل الانتقال من الكتابة النبطية إلى الكتابة العربية.

## الانتشار
من المرجح أن الكتابة العربية وصلت إلى الحجاز سالكة أحد طريقين: الأول يبدأ بحوران في جنوب الشام مرورًا بوادي الفرات الأوسط حيث الحيرة والأنبار وبدومة الجندل، وينتهي إلى المدينة فمكة والطائف. والثاني ـ وهو الأَقْصَر ـ يبدأ بحوران فالبتراء ثم العلا ومدائن صالح فشمالي الحجاز ثم المدينة ومكة. وسواء كانت رحلة الكتابة عن هذا الطريق أم ذلك فالثابت أنها تمت بين منتصف القرن الثالث ونهاية القرن السادس الميلاديين.
وتصر كثير من روايات المؤرخين العرب منذ القرون الأولى للهجرة على الطريق الأول، مما يدُل على أن الكتابة العربية مرَّت في الحيرة والأنبار بمرحلة تطور ربما تتعلق بتحديد المقطوع والموصول، وتذكر هذه الروايات أيضًا أسماء أوائل من تعلموا هذا الخط ونشروه بين أهل مكة والحجاز مثل: بِشْر بن عبد الملك الكلبي، وأبي قيس بن عبد مناف بن زهرة، وسفيان بن أمية وأخيه حرب والد أبي سفيان.
ويقول ابن النديم في الفهرست إن وثيقة بخط عبد المطلب بن هاشم جد الرسول كانت محفوظة في خزانة كتب المأمون. ويذكر البلاذري في فتوح البلدان أسماء أربعة وعشرين شخصًا من مكة كانوا يعرفون الكتابة والقراءة في تلك الفترة؛ سبعة عشر من الذكور وسبع من النساء. أما في يثرب فقد كانت الكتابة أقل انتشارًا؛ إذ لم يكن فيها ممن يعرفون الكتابة في صدر الإسلام أكثر من سبعة أشخاص. ويعتقد بعض الباحثين أن العرب قبل الإسلام استخدموا الكتابة أكثر مما يُظَن، وأن نصوصًا عربية كانت موجودة كالمعلقات وذكر بعض الأحداث المهمة، بالإضافة إلى الوثائق كالصكوك التجارية والديون ووثائق عتق الرقيق، والعهود والمواثيق والإيلاف والمراسلات وغيرها، وأنهم كانوا يميلون إلى نسبة أساليب الكتابة إلى الحواضر التي انتشرت منها رغم تشابهها واتفاقها في الخصائص. ولهذا سَمُّوها بالخط النبطي والحيري والأنباري، ثم المكي والمدني والكوفي.
كان من الطبيعي أن يقوم الإسلام بدور كبير في تطور الكتابة العربية وانتشارها، فلقد حمل معه العوامل التي فرضت اتساع ساحة استخدامها، وكانت أول سور القرآن الكريم تحض على معرفتها، وشجع النبي أصحابه على تعلمها، وجعل فدية كل أسير من أسرى المشركين في معركة بدر ممن يعرفون الكتابة تعليمها لعشرة من صبيان المسلمين، فزاد عدد الكتبة كثيرًا خلال مدة وجيزة، وأصبحت المدينة أول مركز لتطور الكتابة العربية. وازدادت أهمية الكتابة في أيام الخلفاء الراشدين لزيادة استخدامها في الحياة الدينية والإدارية والمعاملات اليومية، ففتح الخليفة عمر بن الخطاب رضي الله عنه المدارس وعيَّن لها المدرسين، وأخذ الخليفة عثمان بن عفان رضي الله عنه المصحف الذي كان زيد بن ثابت قد جمعه على صحف متجانسة في عهد الخليفة أبي بكر الصديق رضي الله عنه، ونسخ منه مصحفًا عرف بالمصحف الإمام، ثم أمر مجموعة من الصحابة أن ينسخ كل منهم نسخة منه لترسل إلى الأمصار. وقد نسخت هذه المصاحف على الرق بمداد أسود، ولم تكن منقوطة أو مشكولة، وكانت عارية من الزينة والزخرف، ولم تكن تحمل أسماء السوَر أو الفواصل بين الآيات والأجزاء وغيرها، وكان خطها هو الخط الحجازي الذي وصفه ابن النديم في الفهرست بقوله: «في ألفاته تعويج إلى يمنة اليد وأعلى الأصابع، وفي شكله انضجاع يسير». وهذا الوصف على اقتضابه يلقي ضوءًا على أسلوب الكتابة الحجازية، وأن أساليب الكتابة بدأت تتنوع في المراكز الثقافية المختلفة؛ إلا أن الحروف بأشكالها الأساسية بقيت محافظة على صلتها بالشكل الذي كانت عليه قبل قرن من الزمان، كما أن كثيرًا من الخصائص الإملائية كانت مستمدة من الكتابة النبطية مثل عدم وجود حروف الروادف وإهمال الألفات الممدودة.

## تطورها
كان لخلو الكتابة العربية من النقط والشكل محاذير في القراءة تزايدت مع انتشار الكتابة العربية بين شعوب البلدان التي فتحها المسلمون العرب. وخاف العرب من الخطأ واللحن، فقام أبو الأسود الدؤلي ـ بطلب من زياد ابن أُبيه ـ بأول خطوة لإزالة هذه المحاذير وتطوير الكتابة، كانت في الوقت نفسه بداية لعلم النحو العربي، فابتكر الشكل على هيئة نقاط مستديرة باللون الأحمر لتنوب عن الحركات الثلاث، فوضع نقطة فوق الحرف للدلالة على الفتحة، ونقطة أسفله للدلالة على الكسرة، ونقطة من شماله للدلالة على الضمة، ونقطتين بدلاً من نقطة للدلالة على التنوين في كل موضع، وكتب المصحف كله مشكولاً بهذه الطريقة.
إلا أن هذا الإصلاح لم يحل مشكلة الحروف المتشابهة، فالمصاحف التي نسخها الصحابة لم تكن منقوطة، وكانت النقاط قبل ذلك لاتُثبت إلا في مواضع يرى الكاتب لزومها فيها؛ تدلُّنا على ذلك رواية تعود إلى عام 22هـ، ونقش مؤرخ في سنة 58هـ. فقام نصر بن عاصم الليثي ويحيى بن يعمر العدواني ـ بتكليف من الحَجَّاج بن يوسف الثقفي ـ بإتمام مابدأه أبو الأسود، فوضعا النقاط على الحروف في المصحف بلون الحبر نفسه الذي كتبت به الحروف.
أدَّى الخوف من التباس نقاط الإعْجَام، ونقاط الشكل، واختلاطهما على القارئ إلى إصلاح وتطوير جديد للكتابة العربية قام به الخليل بن أحمد الفراهيدي الذي استبدل نقاط الشكل التي وضعها أبو الأسود الدؤلي، فوضع جرَّة بالقلم فوق الحرف للدلالة على الفتح، وجرَّة أسفله للدلالة على الكسر، وواوًا صغيرة فوقه للدلالة على الضم، وكرر هذه الحركات مرتين إذا كان الحرف منونًا، وأضاف أشكالاً أخرى لضبط القراءة؛ فكتب السكون الخفيف على شكل دائرة صغيرة أو رأس خاء فوق الحرف، والسكون الشديد الذي يصاحب الإدغام على هيئة رأس شين صغير بدون نقاط فوق الحرف، واستعار رأس العين للهمزة، ورأس صاد صغير لألف الوصل، وميمًا صغيرة مع جزء من الدال للمدّ الواجب، فأصبح ممكنًا كتابة نص بنقاطه وشكله بلون واحد من المداد دونما لبس، واستمر الشكل بالطريقة نفسها حتى يومنا هذا بدون تغييرات جوهرية.

## أدواتها
أما المواد التي كان يكتب عليها فقد بدأت باللخاف (الحجارة العريضة البيضاء الرقيقة) والرقاع والعسب (العظام)، واستعمل العرب الرَّق حتى أواسط القرن الثامن الميلادي، ثم استبدلوا به ورق البردي بعد أن فتحوا مصر. وقد استخدموا الورق بعد فتحهم لبلاد المشرق حيث أسسوا أول مصنع للورق في مدينة سمرقند، وما أن أوشك القرن الثامن الميلادي على الانتهاء حتى أنتج الورق في بغداد نفسها، ثم دمشق التي صُدِّر منها الورق المعروف بالورق الدمشقي إلى أوروبا، ثم ظهرت معامل الورق في مصر. أما أوروبا فقد دخلت صناعة الورق إليها عبر المغرب العربي.
من الملاحظ أن استخدام الورق لم يقض على استخدام الرق تمامًا، إذ ظل القرآن ينسخ على الرق وورق البردي لمدة طويلة، ولم يظهر أول كتاب كتب على الورق إلا نحو عام 870م. وظل المسلمون يحتكرون صناعة الورق ما يقرب من خمسة قرون إلى أن ازدهرت صناعته في أوروبا في القرن الثالث عشر الميلادي.
منذ أكثر من قرن أُضيفت علامات الترقيم المستخدمة اليوم لتؤدي دورًا مهمًا في وضوح المعاني وقوة التعبير بما يتفق مع اللغة العربية وكتابتها، وهي الفاصلة ليسكت عندها القارئ سكتة خفيفة، والفاصلة المنقوطة ليقف القارئ وقفة متوسطة، والنقطة وتوضع في نهاية الجملة تامة المعنى، والنقطتان الرأسيتان تستعملان لتوضيح مابعدهما وتمييزه عما قبله، وعلامة الاستفهام، وعلامة التعجُّب أو التأثُّر، والقوسان للجمل التفسيرية، والخطان المعترضان للجملة المعترضة، وعلامتا التنصيص في أول الاقتباس وآخره، والشرْطَة أو الخط، وعلامة الحذف وتوضع مكان المحذوف من الكلام، والنجمة على الكلام للنقل إلى الهامش، وكذلك الرقم بين قوسين فوق الكلام للإحالة إلى الهوامش.

## روابط ذات صلة
- كتابة
- تاريخ الكتابة